# Hamatabanus sexfasciatus
Hamatabanus sexfasciatus är en tvåvingeart som först beskrevs av Stone 1935.  Hamatabanus sexfasciatus ingår i släktet Hamatabanus och familjen bromsar. Inga underarter finns listade i Catalogue of Life.